# 베스프림

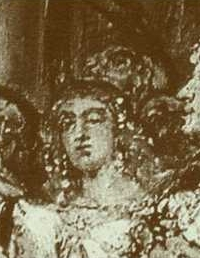
얀 마테이코가 그린 베스프림

베스프림(폴란드어: Bezprym, 986년경 ~ 1032년)은 폴란드의 공작(재위: 1031년 ~ 1032년)이다.
볼레스와프 1세 흐로브리의 장남이며 오토 볼레스와보비치(Otto Bolesławowic)의 이복동생이기도 하다. 1001년경에는 공작위 계승자 신분으로 이탈리아의 수도원에 파견되기도 했다. 1031년에는 키예프 대공국, 신성 로마 제국의 지원을 받으면서 폴란드의 공작에 즉위했고 미에슈코 2세는 보헤미아로 망명하게 된다. 1032년 미에슈코 2세가 복위하면서 살해당했다.